# Відзнака за видатні заслуги (США)

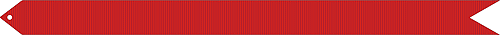
Почесна стрічка на Бойовий Прапор формування для армії

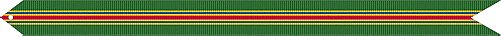
Почесна стрічка на Бойовий Прапор формування для ВМС США та Корпусу морської піхоти США

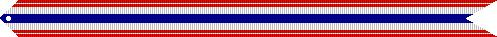
Почесна стрічка на Бойовий Прапор формування для ПС США

Відзнака за видатні заслуги військового формування (США) (англ. Meritorious Unit Commendation) — військова нагорода для військових формувань у Збройних силах США за бойові заслуги, героїчні вчинки військовослужбовців, а також виняткову похвальну поведінку за час проходження військової служби.